# Cerco de Catifa (1551)
O cerco de Catifa deu-se em 1551 entre o Império Português e o Império Otomano em Catifa, no Golfo Pérsico. Os portugueses, juntamente com os seus vassalos ormuzinos sitiaram, capturaram e demoliram o forte otomano.

## Contexto
Em 1550, o governador otomano de Baçorá capturou o forte Catifa após ter subornado parte da guarnição e, ao chegar com uma frota, o forte rendeu-se, ao passo que o seu governador ormuzino recuou para Ormuz, a este tempo controlado pelos portugueses. Quando o governador Afonso de Noronha recebeu a notícia em Goa de que os otomanos haviam capturado Catifa e estavam a invadir o Golfo Pérsico, despachou Dom António de Noronha para a região com 1200 homens e uma frota de 7 galeões e 12 navios a remo, encarregue de expulsar os turcos.
Ao chegar a Ormuz, o rei forneceu a D. António uma força de 3000 auxiliares persas e ormuzinos, comandados pelo seu vizir, Rax Xarafo, e Mirmaxet, vizir do Mogostão. 

## O cerco
De Ormuz, D. António enviou Manuel de Vasconcelos com os navios a remos para explorar Catifa e cortar as comunicações marítimas com Baçorá. D. António chegou em fins de Julho com o resto da frota. Os portugueses desembarcaram e, embora os cavaleiros turcos tenham atacado os portugueses, foram rechaçados e procuraram refúgio na fortaleza. Pouco depois, os portugueses cavaram trincheiras, instalaram baterias de artilharia e começaram a bombardear as paredes do forte. Não dispondo de meios para resistir, ao cabo de oito dias a guarnição fugiu na escuridão da noite, sendo o último soldado a fugir detectado pelos portugueses e morto. O forte foi então arrasado.